# Подворные переписи
Зе́мские подво́рные пе́реписи — комплексные исследования социально-экономического положения крестьянского хозяйства. Были одним из основных элементов земской статистики Российской империи.
Основная цель проведения земских подворных переписей — выяснение общего социально-экономического состояния крестьянского хозяйства на определенный момент, как правило, в масштабах губернии или отдельных уездов.

## История
Земские подворные переписи, как и другие виды земской статистики, возникли из практических потребностей земств, нуждавшихся в достоверных сведениях о социально-экономическом положении населения для определения своих практических действий и расчёта земских повинностей. Однако почти сразу масштабы изучения вышли за рамки только практических нужд земств и расширились до научных задач — комплексного изучения народной жизни. В плане методологии земская статистика значительно опередила правительственную статистику России и находилась на уровне лучших образцов мировой статистики.
Первой земской подворной переписью в масштабах целого уезда была перепись Борисоглебского уезда Тамбовской губернии, произведенная В. И. Орловым. До этого момента были попытки подворных описаний лишь отдельных селений и небольших районов.
Последняя известная земская подворная перепись была осуществлена в 1913 году.
Таким образом, земские подворные переписи с небольшими перерывами производились 34 года. Земские подворные переписи были проведены в 311 уездах Европейской России, причём в 58 уездах переписи проходили дважды, а 17 уездах трижды. Публикация материалов составила более сотни томов.
Хронологически в истории земских подворных переписей можно выделить три периода.

Количество уездов Российской империи, охваченных земскими подворными переписями в 1880—1913 гг.

В первый период развития (1880—1892) была создана в основных чертах методология Земских подворных переписей. До середины 1880-х Земские подворные переписи быстро развивались, но с 1887 года, когда проведение переписей было поставлено под контроль Министерства внутренних дел, статистические работы пошли на убыль. Всего за первый период было обследовано 178 уездов.
Второй период охватывает 1893—1906 годы. Законы об оценке земель 1893 и 1899 годов способствовали подъёму интереса к проведению Земских подворных переписей, однако в 1895 МВД вообще запретило проведение переписей, сопровождавшихся опросом всего населения, в связи с запланированной на 1897 год всеобщей переписью населения. Наметившийся в конце XIX века подъём был остановлен в связи с введением во многих губерниях ограничений на проведение статистических работ. Во второй период в методологии Земских подворных переписей наблюдаются новые явления — проведение выборочных исследований (Калужская, Самарская и другие губернии) и проведение повторных исследований. Всего за второй период было обследовано 123 уезда.
Третий период развития Земских подворных переписей — 1907—1913 годы. Новый подъём начинается в 1907 году. Однако начало первой мировой войны привело к сворачиванию большинства земско-статистических работ. За последний период обследовано 82 уезда.

## Методика проведения земских подворных переписей
Несмотря на то, что переписи называются подворными, часть сведений собиралась не по каждому хозяйству отдельно, а по общине или селению целиком. Как правило, при проведении Земских подворных переписей использовалось две программы — подворная, по которой обследовался каждый отдельный двор, и поселенная (пообщинная), по которой собирались обобщённые характеристики. Распределение вопросов по программам варьировалось, но, как правило, подворно собирались сведения о населении, промыслах, постройках, скоте, землевладении и землепользовании. Пообщинно — сведения о землевладении, сельскохозяйственном производстве, системах земледелия, налогах и повинностях, ценах на сельскохозяйственную продукцию и рабочие руки, а также другие различные сведения, касавшиеся всей общины.
Основным методом сбора информации был так называемый экспедиционный способ, когда исследование проводилось на местах специалистами-статистиками. Корреспондентский способ, широко применявшийся при сборе текущей статистики, в Земских подворных переписях практически не использовался.
Экспедиционный способ, в свою очередь, подразделялся на два вида: анкетный — когда сведения собирались непосредственным опросом местных жителей, заслуживающих особого доверия (чаще всего на сельском сходе), и сплошной, когда осмотру подвергалась вся исследуемая местность или опросу — все хозяева (подворная опись). Анкетный вид преобладал на начальном этапе проведения Земских подворных переписей, сплошной — на завершающем.
В первое время Земские подворные переписи исполнялись преимущественно по списочной системе, при которой каждому двору отводится по одной, горизонтальной строке общего списка, со второй половины 1880-х стали преобладать переписи по карточной системе, где сведения о каждом отдельном дворе наносились на особый листок (карточку).
Количество включённых в опрос пунктов сильно варьировалось — от нескольких десятков до нескольких сотен (около сотни в начальный период, несколько сотен в последующие).
Наряду с цифровыми данными многие бюро приводили краткие качественные описания деревни, то есть характерные сведения из жизни каждой общины, которые не могли быть уложены в таблицы.
Сведение и публикация собранных материалов осуществлялись в нескольких формах: пообщинных (поселенных), группировочных и комбинационных таблиц. При пообщинной сводке, преобладавшей на первом этапе развития Земских подворных переписей, самой мелкой единицей принимали общину или селение. Пообщинные таблицы давали характеристику общих условий хозяйства и представление о его среднем уровне. Однако в течение пореформенного периода происходила имущественная дифференциация крестьянских хозяйств, и община становилась всё менее однородной по своему составу. В этом убеждались и статистики. Поэтому они начинают выделять группы однотипных общин. Наиболее часто встречается группировка по таким признакам, как размер пашни, посевной площади, обеспеченности тягловым скотом отдельных дворов. Однако при группировке мельчайшей единицей выступала опять же община. Зная, что община состоит из имущественно и социально-разнородных элементов (дворов), уже с самого начала проведения подворных переписей статистики пытались выделять и изучать разные типы крестьянских хозяйств. Выделение таких типов стало центральной проблемой подворных переписей. Для решения этих задач были разработаны особые приемы обработки материалов подворных переписей — групповые и комбинационные таблицы.

## Программы земских подворных переписей
Большинство программ Земских подворных переписей включает сведения о населении, трудовых ресурсах, грамотности, промыслах, землевладении и землепользовании, материально-технической базе производства (скот, орудия и машины, инструменты, постройки), системах земледелия, сельскохозяйственном производстве. Иногда включался вопрос о степени зажиточности двора по показанию самих крестьян. Кроме сведений об общем положении крестьянских хозяйств, публикации Земских подворных переписей дают сведения о распределении крестьянских хозяйств по числу работников, размерам землевладения, посевам, обеспеченности рабочим и продуктивным скотом.
Программы Земских подворных переписей довольно разнообразны. На первом этапе выделяют два направления: «черниговское» и «московское». Для «черниговского», или «географического» направления основным объектом исследования была земля, а основной задачей — определение доходности земли. «Московский» тип сосредотачивал внимание на выяснении экономического положения населения и исследовании крестьянских промыслов. Кроме этих двух направлений, выделяют так же исследования Тверского, Петербургского и Пермского бюро, каждое из которых имело свои специфические черты. Однако с конца 1880-х эти различия постепенно сглаживались.

## Использование данных переписей
Главные проблемы, связанные с использованием Земских подворных переписей, заключаются в трудности сведения материалов по разным местностям и времени обследования. Несмотря на общность основных целей и приёмов, Земские подворные переписи не имели единой организации и плана. Для преодоления проблемы разнородности на разных территориях, неоднократно проводились съезды: в 1887 году — были сформулированы задачи Земских подворных переписей и достигнуты некоторые договоренности по согласованию программ и используемых терминов, в 1898 году — обсуждались вопросы проведения повторных переписей, давались некоторые методические рекомендации проведения переписей, в 1900 и 1901 годах — пришли к выводу о необходимости разработки данных в форме групповых и комбинационных подсчётов, обсуждался вопрос о признаках группировки таблиц.
Высокая достоверность и подробность материалов Земских подворных переписей обусловили широкое использование этого источника исследователями. Земские подворные переписи становились предметом специального изучения ещё их современниками (В. П. Воронцов, Н. А. Карышев, В. И. Ленин, А. А. Кауфман и др.). Однако долгое время внимание исследователей привлекали в основном группировочные и сводные данные Земских подворных переписей.
Основной массив — пообщинные сводки использовался слабо. Значительный прорыв в изучении материалов Земских подворных переписей был связан с использованием математических методов и структурного анализа (И. Д. Ковальченко, К. Б. Литвак, Т. Л. Моисеенко, Н. Б. Селунская и др.).
В целом, материалы земских подворных переписей пока недостаточно введены в научный оборот. Особенно это касается наиболее ценного массива первичной информации, хранящейся в архивах.